# えびの市民歌
「えびの市民歌」（えびのしみんか）は、日本の宮崎県えびの市が制定した市民歌である。作詞・浅川忠五郎、補作・黒木淳吉、作曲・吉田正。
本記事では、市民歌と同時に制定された市民音頭「えびの音頭」についても解説する。

## 解説
1966年（昭和41年）に西諸県郡飯野町および加久藤町、真幸町の3町が新設合併して発足したえびの市の市制10周年を記念して市民歌と音頭の2曲が制定されたが、制定作業の長期化により曲が完成したのは実際の10周年を4年余り経過した1980年（昭和55年）になってからであった。歌詞は懸賞募集の入選作で、西都市出身の小説家である黒木の補作を経たものが採用されているがえびの市役所では作成経緯に関して「詳細は不明である」とする。
制定時にビクター音楽産業がA面に東京混声合唱団が歌う市民歌、B面に橋幸夫と金沢明子が歌う「えびの音頭」を収録したシングル盤（規格品番：PRA10564）を製造しており、市役所ではこのレコードの音源を基に作成したCDを有償により頒布している。市役所では市民歌の演奏機会について「お昼（正午）を知らせる無線放送（メロディのみ）で利用している。また、市内各地区の行事等で歌われる」とする。

### えびの音頭
えびの市の市民音頭「えびの音頭」は1980年（昭和55年）に「えびの市民歌」と合わせて制定された。作詞・黒木淳吉、作曲および編曲・小西悠史。
歌詞は全10番で「えびの高原で見られるススキや月などの豊かな自然や、地元の温泉など地域の魅力を踊りや歌詞で表現」したものとされ、市内の小学校で開催される運動会において演奏の機会が設けられている。